# Лившиц, Юрий Данилович
Юрий Данилович Ли́вшиц (31 марта 1929 года, Ульяновск, Средне-Волжская область, РСФСР, Советский Союз — 2 сентября 2003 года, Челябинск, Челябинская область, Российская Федерация) — советский и российский правовед, доктор юридических наук, профессор. Автор более 100 научных и учебно-методических работ.
Заслуженный работник высшей школы Российской Федерации.
Профессор Лившиц оказал значительное влияние на современную уголовно-процессуальную науку, предложил одну из классификаций мер процессуального принуждения, исследовал воспитательную функцию в уголовном судопроизводстве.

## Биография
Родился 31 марта 1929 года в Ульяновске. Работал диктором на радио в Перми и Алма-Ате, играл в театре. В 1952 году окончил Алма-Атинский юридический институт, после чего остался работать здесь же лаборантом-ассистентом, преподавателем кафедры уголовного процесса.
В 1955 году перешел на работу в криминалистическую экспертную лабораторию (позже НИИ судебных экспертиз). В 1959 году защитил диссертацию на соискание учёной степени кандидата юридических наук на тему «Меры процессуального принуждения в советском уголовном процессе» (научный руководитель Моисей Львович Шифман).
В 1979 году защитил диссертацию на соискание учёной степени доктора юридических наук на тему «Меры процессуального принуждения в советском уголовном процессе». Работа была подготовлена на базе Карагандинской школы МВД (ныне Карагандинская академия МВД РК), а защищена в Московском государственном университете. Оппонентами на защите диссертации выступили заведующий кафедрой уголовного процесса МГУ д.ю.н. Д. С. Карев, д.ю.н Г. З. Анашкин, д.ю.н. И. Б. Михайловская.
С 1993 года проживал в Челябинске, работал на кафедре уголовного и гражданского права и процесса (в 2019 году кафедра уголовного процесса и криминалистики) в Челябинский государственный технический университет (позже ЮУрГУ), стал одним из родоначальников юридического образования в ЮУрГУ. Под руководством Ю. Д. Лившица защищено 10 кандидатских диссертаций, выступал научным консультантом при подготовке трёх докторских диссертаций, возглавлял диссертационный совет 212.298.12 в ЮУрГУ (2001—2003).
Умер 1 сентября 2003 года в Челябинске.
В память о Ю. Д. Лившице проводились научные международные научно-практические конференции ЮУрГУ «Актуальные проблемы уголовного процесса и криминалистики России и стран СНГ» (2004, 2009, 2014). Бюст Ю. Д. Лившица установлен в Галерее ученых в главном учебном корпусе ЮУрГУ.
Именем Ю. Д. Лившица названа одна из аудиторий Юридического корпуса ЮУрГУ.

## Публикации
- Лившиц Ю. Д. Воспитательная функция советского уголовного судопроизводства. Общетеоретические вопросы. — Караганда: Издательство Карагандинской ВШ МВД СССР, 1974. — 138 с.
- Лившиц Ю. Д. Меры пресечения в советском уголовном процессе. — Москва: Юридическая литература, 1964. — 138 с.